# 肉穗花序

肉穗花序结构图示

肉穗花序（英語：spadix）是植物学中的术语，为无限花序的一种。其结构类似于穗状花序，许多无梗单性小花密生于花轴之上。但与穗状花序不同的是，肉穗花序的花轴肥厚、多肉质。
肉穗花序是天南星科植物的显著特征。许多植物的肉穗花序被一大苞片（佛焰苞）所包裹，又称为佛焰花序。

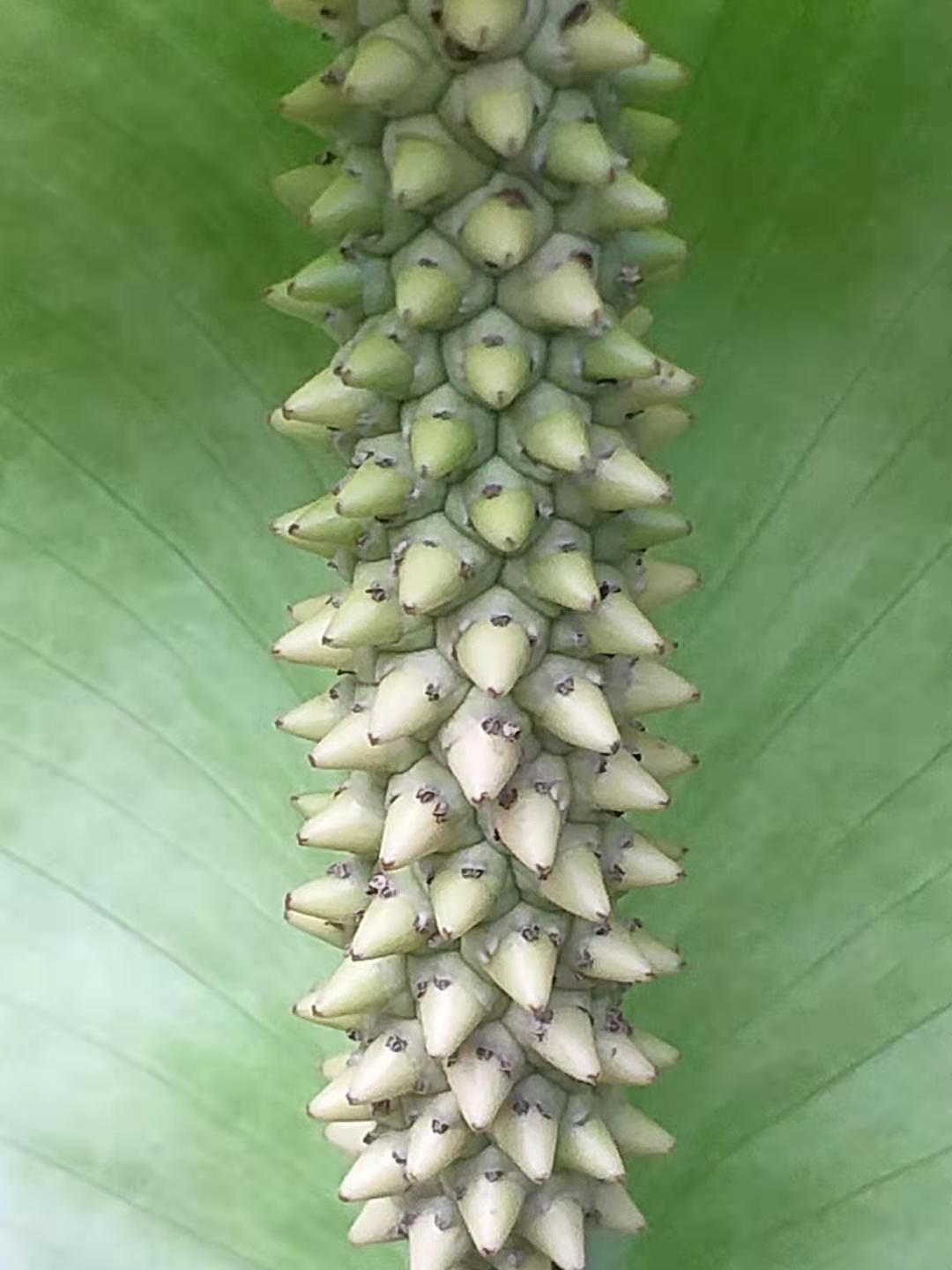
白鶴芋的两性花肉穗花序

肉穗花序依据性别构成可分为两性花肉穗花序、单性花雌雄同花序的肉穗花序、单性花雌雄异株的肉穗花序。

## 图片

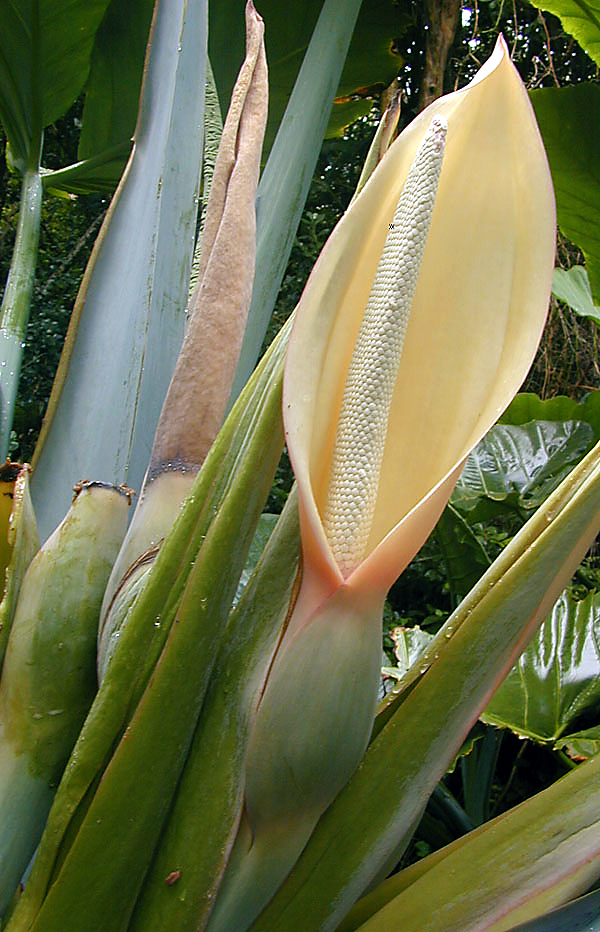
千年芋（Xanthosoma sagittifolium)
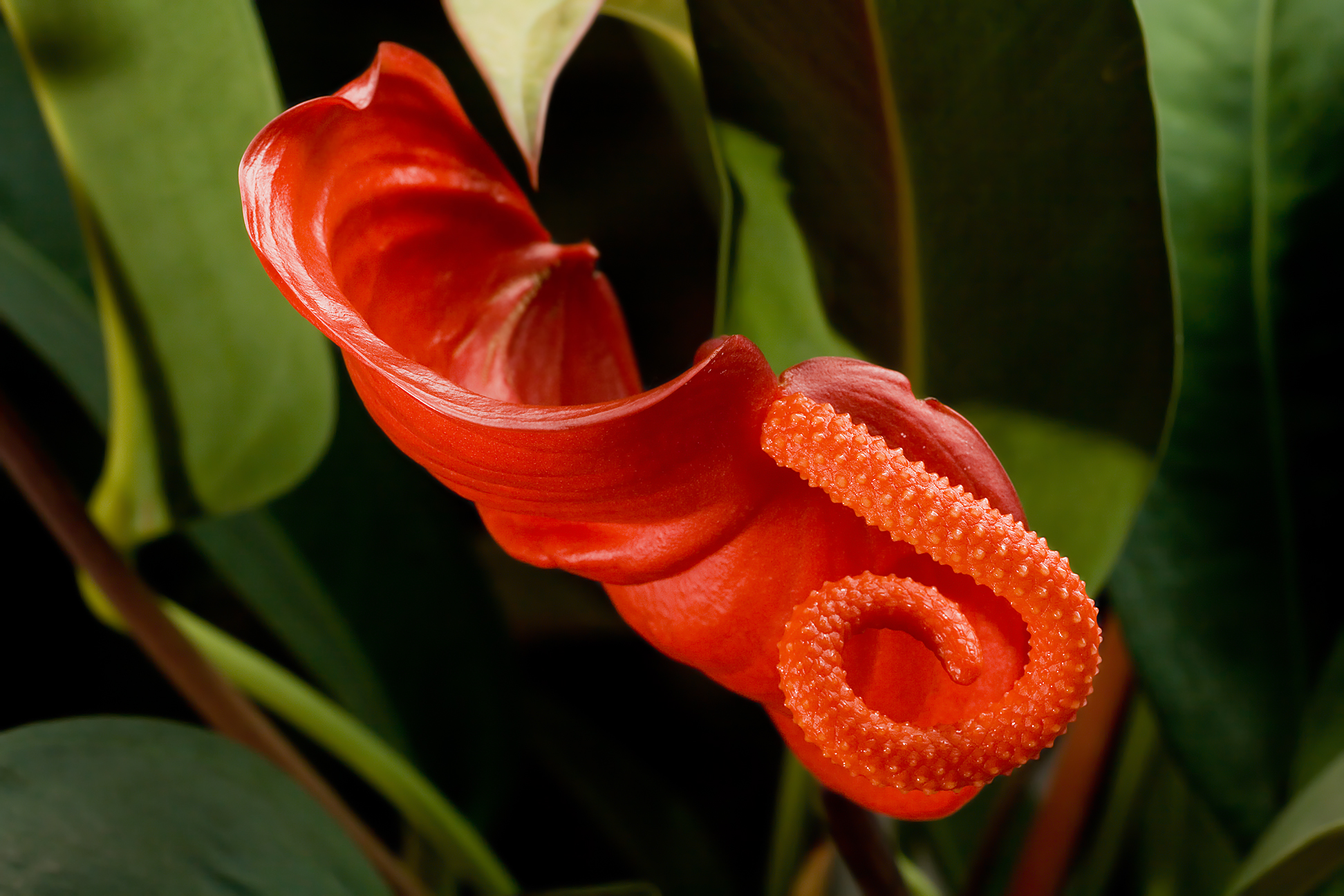
火鹤花（Anthurium scherzerianum）
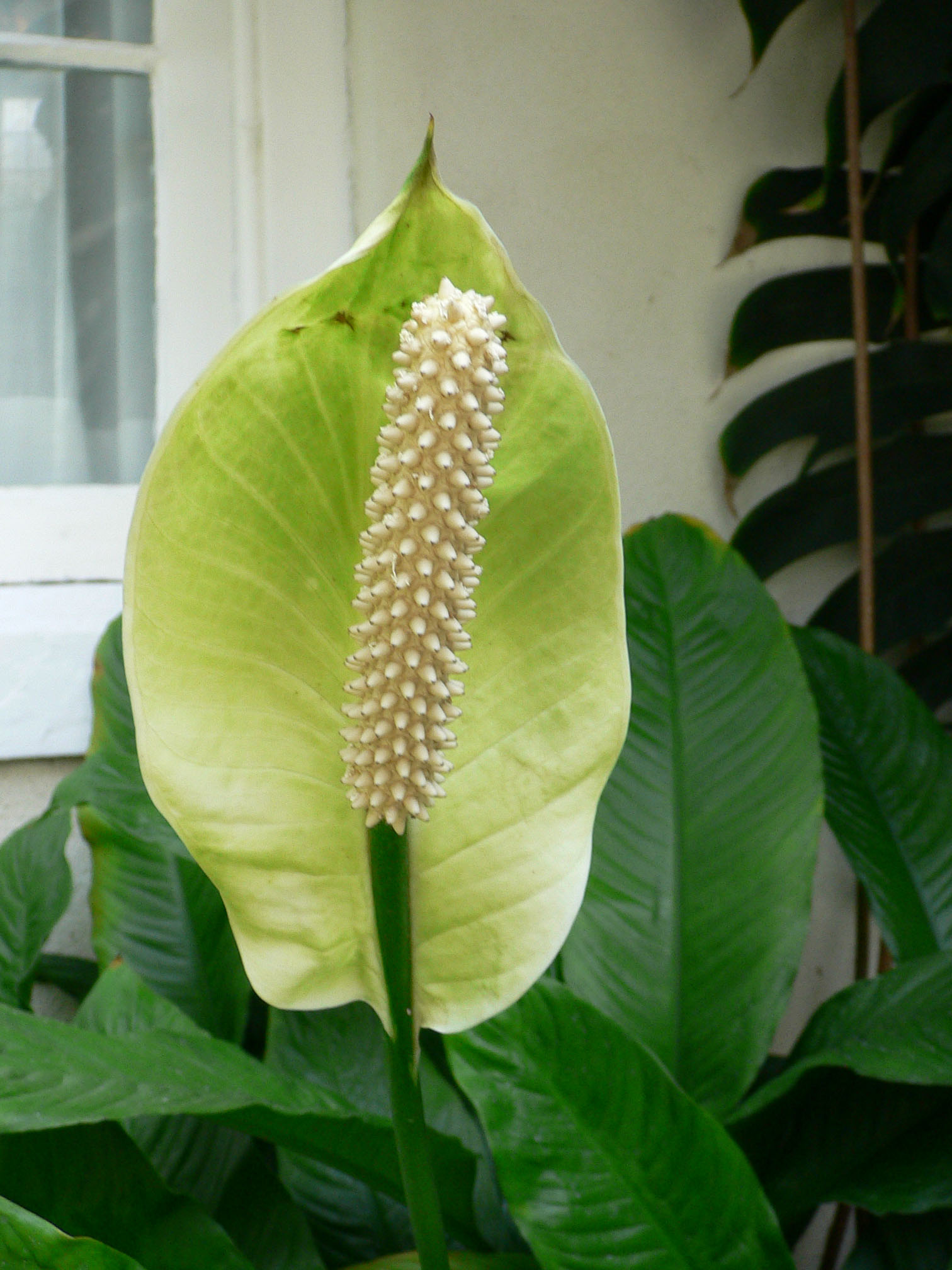
银苞芋（Spathiphyllum floribundum）
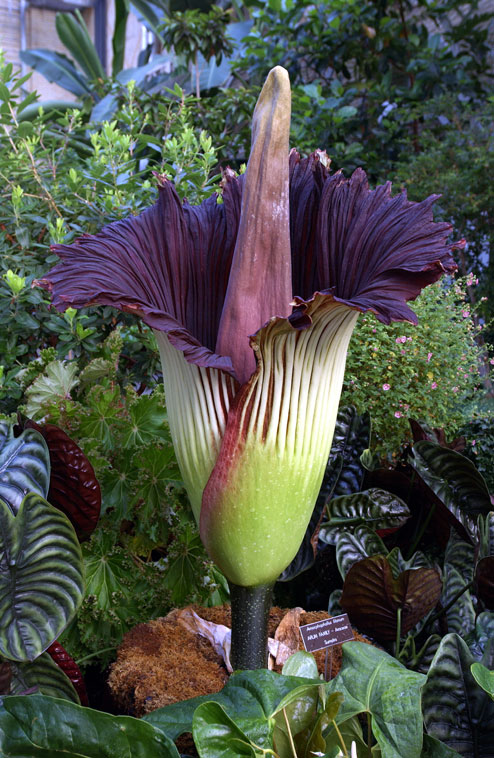
巨花魔芋（Amorphophallus titanum）
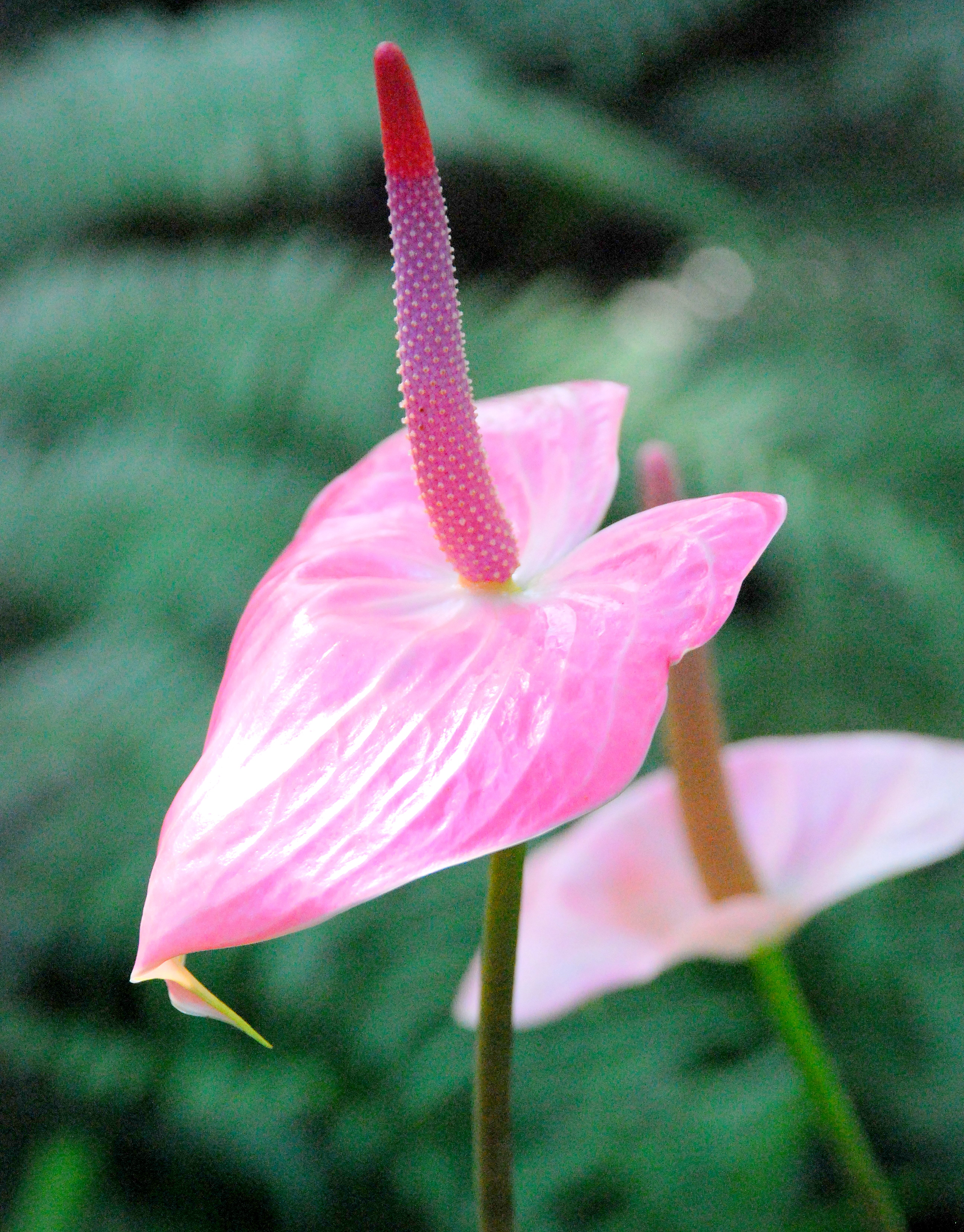
火鹤花（Anthurium andraeanum）
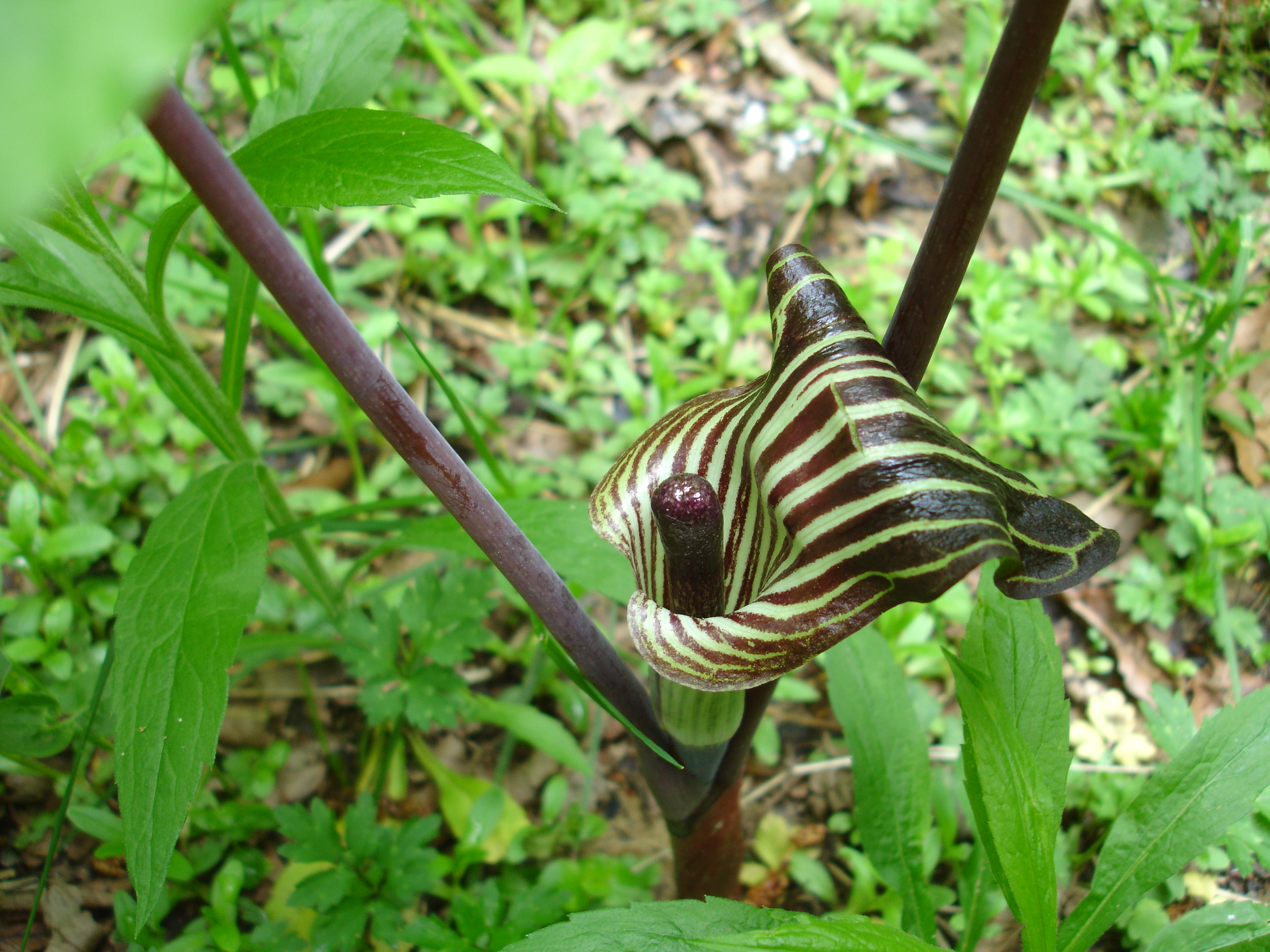
三叶天南星（Arisaema triphyllum）
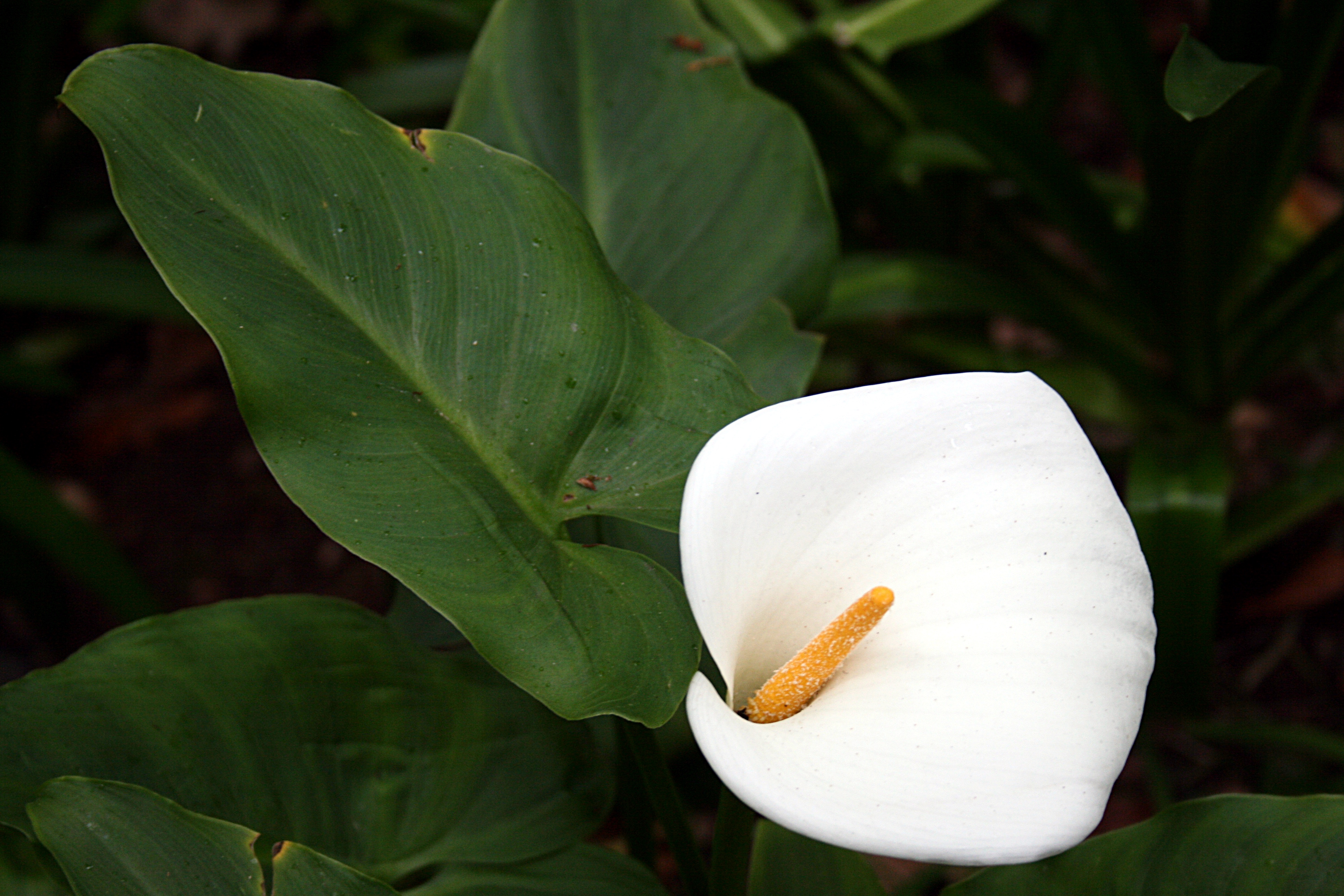
马蹄莲（Zantedeschia aethiopica）
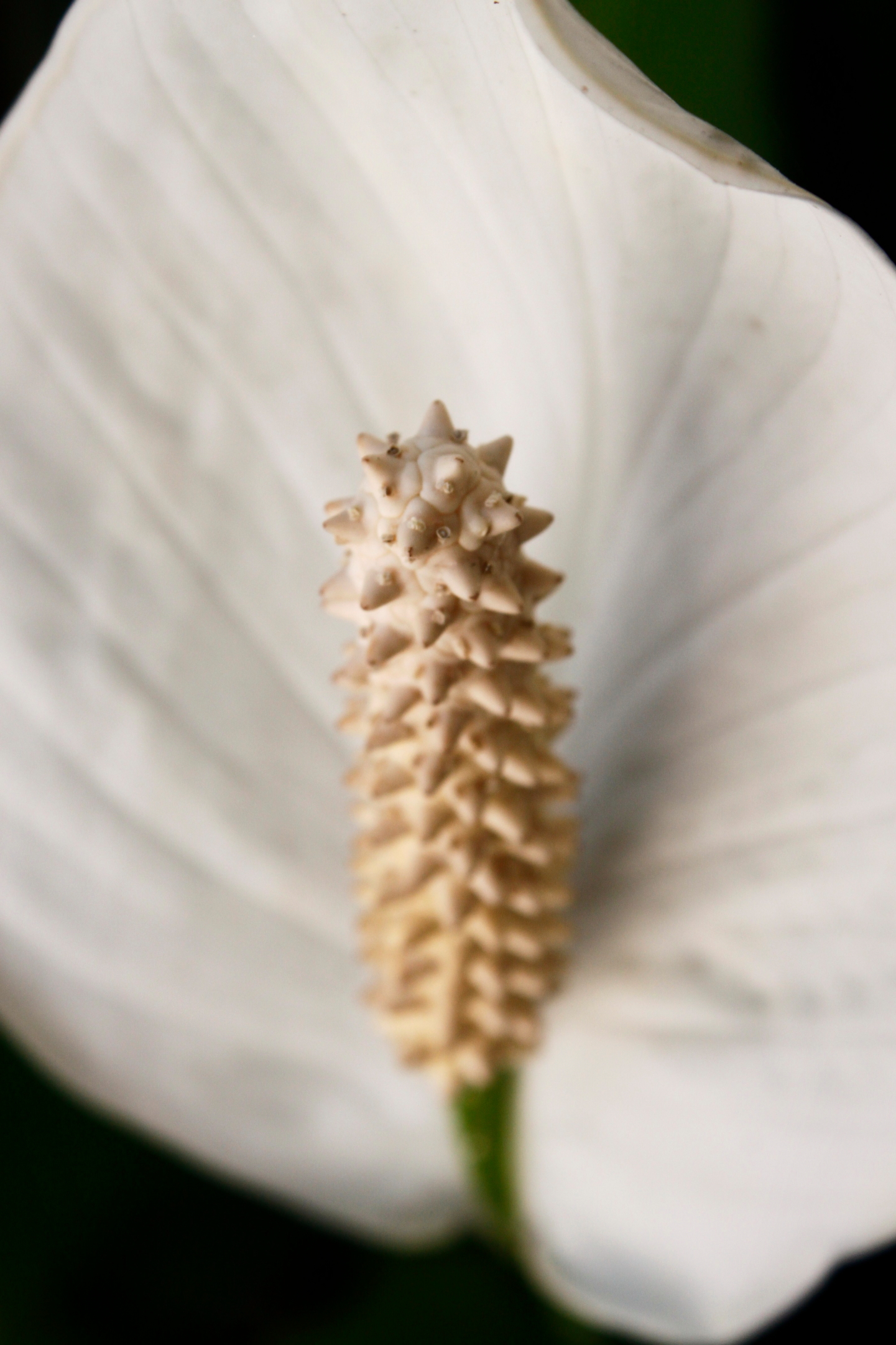
弯穗苞叶芋（Spathiphyllum wallisii）
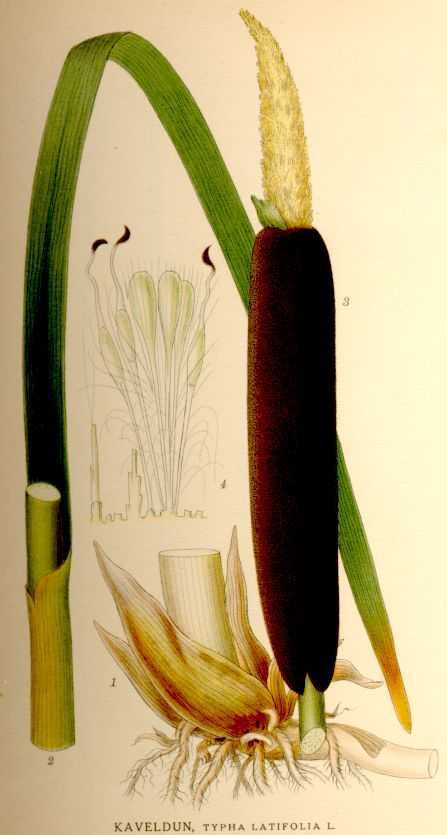
宽叶香蒲（Typha latifolia）
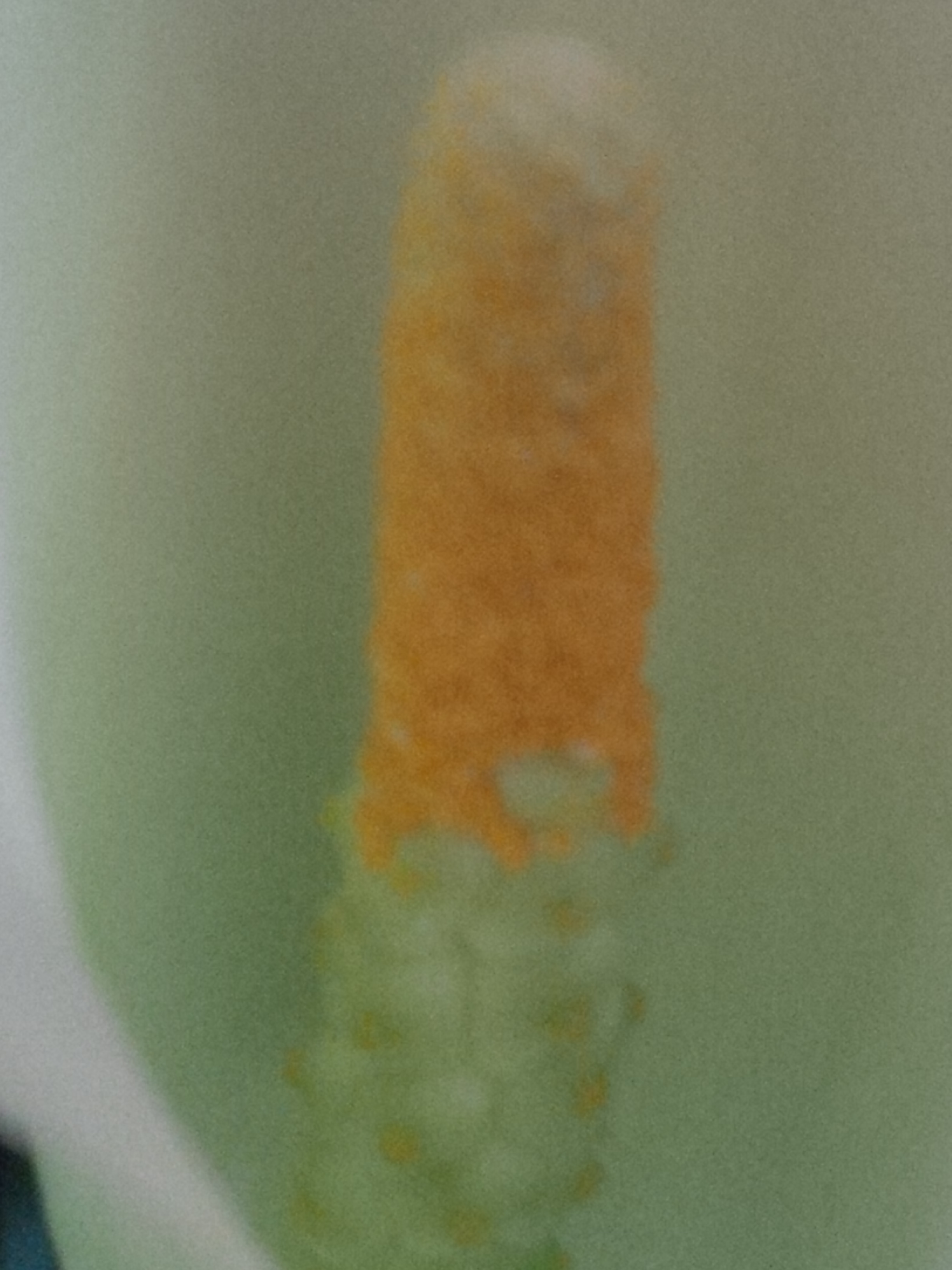
黄花马蹄莲（Zantedeschia elliottiana）